# إنفينت إف
إنفينت إف ((هانغل: 인피니트 F)؛ أسلوبا هكذا INFINITE F) هي وحدة فرعية من فرقة الفتيان الكورية الجنوبية إنفينت، تشكلت تحت إدارة ووليم إنترتينمنت في عام 2014، تتألف من من أعضاء فرقة إنفينت سونغ يول، وإل وسونغ جونغ. الوحدة الفرعية ظهرت يابانيًا وكوريًا في آن واحد بألبوم منفرد تحت عنوان: Koi no Sign and Azure.

## الأعضاء
- سونغ يول
- L
- Sungjong